# Nationaal park Malawimeer
Het Nationaal park Malawimeer (Engels: Lake Malawi National Park) is een nationaal park in Malawi aan de zuidelijke oevers van het Malawimeer. Het is het enige nationale park in Malawi dat werd opgericht met het doel de vispopulatie en aquatische habitats te beschermen. Hoewel dit het hoofddoel is, omvat het Nationaal Park Malawimeer ook een aanzienlijke hoeveelheid land, waaronder een landtong,  Nankumbu, het intergetijdengebied en verschillende kleine rotseilandjes in Lake Malawi. Het nationale park is de thuisbasis van honderden vissoorten, bijna allemaal inheems. Het belang van deze vissen voor de bestudering van de evolutie is vergelijkbaar met de belangrijke rol van Darwinvinken op de Galápagoseilanden. Het park is 94,1 vierkante kilometer groot, waarvan 7 vierkante kilometer bestaat uit wateroppervlak. Dit is voldoende om de waterpartijen en processen te beschermen die van belang zijn voor het behoud van de rijke biodiversiteit van het meer.
Het Nationaal Park Malawi werd in 1984 tijdens de 8e sessie van de Commissie voor het Werelderfgoed opgenomen op de UNESCO Werelderfgoedlijst als natuurlijk werelderfgoed omdat het "van mondiaal belang is voor het behoud van de biodiversiteit, met name vanwege de visrijkdom". Deze visdiversiteit is opmerkelijk omdat de Mbuna's, zoals de meest voorkomende endemische cichliden plaatselijk bekend staan, een uitstekend voorbeeld zijn van evolutie aan het werk. Andere kenmerken van het park zijn de buitengewone natuurlijke schoonheid van het gebied met zijn woeste landschap dat contrasteert met het heldere water van het meer.  
Naast de Mbuna's worden er ook nog onderscheiden: de Utaka's en de Keizerchiclides (Aulonocara's). En bovenop al deze endemische cichliden komt er welgeteld maar één non-endemische cichlide voort in het meer: de Tilapia rendalli. 
In het park leven ook zoogdieren zoals beerbavianen, vervetten, nijlpaarden, Afrikaanse luipaarden, gewone duikers, bushbucks (antilopen), grote koedoe's en klipspringers. Ook te zien zijn Nijlkrokodillen, Afrikaanse zeearenden en witborstaalscholvers, evenals waadvogels als de ijsvogels, neushoornvogels, nachtzwaluwen, torenvalken, zwaluwstaartbijeneters en vele andere vogelsoorten.
- Virtual International Authority File: 315527740
- WorldCat: E39PBJxRyJtWKMd7pJjpx8XTpP